# Maerua
Maerua  es un género de plantas con flores   pertenecientes a la familia Capparaceae.   Comprende 143 especies descritas y  de estas, solo 16 aceptadas.

## Descripción
Son arbustos, escaladores o extendidos, raramente pequeños árboles desarmados, a menudo glaucos. Hojas simples, a veces trifoliadas, alternas o agrupados en brotes cortos laterales, por lo general corto pecioladas, estípulas subuladas, diminutas o indistinta, no espinosas. Inflorescencia generalmente un racimo corimboso, a veces una panícula o flores de 1-4 en las axilas de las hojas superiores. Sépalos 4, valvados, unidos en la base en un tubo persistente bordeado por el recipiente o en el disco. Pétalos 4, o ausentes, subiguales, mucho más pequeños que el cáliz, insertado en los bordes del tubo del cáliz, a menudo caducos. Fruto cilíndrico a esferoide,   glabros a pubescentes, con 1 a muchas semillas. Las semillas grandes, subglobosas.

## Taxonomía
El género fue descrito por Peter Forsskål  y publicado en Flora Aegyptiaco-Arabica 104. 1775. La especie tipo es: Maerua crassifolia Forssk. 

## Especies aceptadas
A continuación se brinda un listado de las especies del género Maerua aceptadas hasta octubre de 2013, ordenadas alfabéticamente. Para cada una se indica el nombre binomial seguido del autor, abreviado según las convenciones y usos.
- Maerua aethiopica (Fenzl) Oliv.
- Maerua angolensis DC.
- Maerua apetala (Spreng.) M. Jacobs
- Maerua baillonii Hadj-Moust.
- Maerua buxifolia (Welw. ex Oliv.) Gilg & Gilg-Ben.
- Maerua cafra Pax
- Maerua cylindrocarpa Hadj-Moust.
- Maerua edulis Dewolf
- Maerua gilgii Schinz
- Maerua linearis (DC.) Pax
- Maerua nervosa Oliv.
- Maerua parvifolia Pax
- Maerua pseudopetalosa (Gilg & Gilg-Ben.) DeWolf
- Maerua pubescens Müll.Berol.
- Maerua racemulosa Gilg & Ben.
- Maerua rosmarinoides Gilg & Ben.